# Накоряков, Владимир Елиферьевич
Влади́мир Елифе́рьевич Накоря́ков (26 июля 1935, Петровск-Забайкальский — 1 апреля 2018, Новосибирск) — советский и российский учёный, преподаватель, специалист в области теплофизики и физической гидродинамики. Академик АН СССР (1987). Лауреат Государственной премии СССР (1983). Член КПСС с 1972 года.

## Биография
Родился 26 июля 1935 года в городе Петровск-Забайкальский (ныне Забайкальский край). Его отец был расстрелян в 1937 году.
Окончил Томский политехнический институт. Кандидат технических наук.
В 1982—1985 годах — ректор Новосибирского государственного университета. В 1984 году, в числе немногих руководителей вузов, выступил против призыва студентов-очников в армию, а когда он всё-таки начался, участвовал в оказании дистанционной поддержки попавшим на службу учащимся НГУ.
В 1985—1990 годах — заместитель председателя президиума Сибирского отделения АН СССР.
В 1986—1997 годах — директор Института теплофизики Сибирского отделения АН СССР (РАН). Доктор технических наук (1971), тема диссертации: «Тепломассообмен в звуковом поле». Профессор (1976).
В 1981 году избран членом-корреспондентом Академии наук по специальности «Механика», действительным членом — в 1987 году по специальности «Энергетика».
Подготовил 2 членов-корреспондентов РАН, более 45 докторов наук и более 200 кандидатов наук. Работал заведующим кафедрами в Новосибирском государственном университете и Новосибирском государственном техническом университете.

### Научная деятельность
Внёс значительный вклад в развитие теории физико-технических основ энергетических технологий: гидродинамики и теплообмена в газожидкостных потоках, волновой динамики двухфазных сред, нестационарных процессов в многофазных системах, конвективного тепломассопереноса в пористых средах, горения и тепломассопереноса. Позднее в сферу научных интересов Накорякова вошли теория и эксперименты для топливных элементов и генераторов водорода.
Накоряков заложил основы теории абсорбционных тепловых насосов, разработал ряд направлений экологически чистой энергетики и энергосберегающих технологий.
Является соавтором (совместно с академиком Я. Б. Зельдовичем и академиком С. С. Кутателадзе) открытия «Явление образования ударных волн разрежения» (1986).
В течение четырёх лет был экспертом в Нобелевском комитете по физике и химии.

## Награды и звания
- Орден «Знак Почёта» (1970)
- Орден Трудового Красного Знамени (1982)
- Орден «За заслуги перед Отечеством» IV степени (4 июня 1999 года) — за большой вклад в развитие отечественной науки, подготовку высококвалифицированных кадров и в связи с 275-летием Российской академии наук[6]
- Орден Дружбы (15 мая 2007 года) — за большой вклад в становление и развитие академической науки в Сибири[7]
- Орден «За заслуги перед Отечеством» III степени (15 февраля 2016 года) — за большой вклад в развитие науки, образования, подготовку квалифицированных специалистов и многолетнюю плодотворную работу[8]
- медали
- Государственная премия СССР 1983 года в области науки и техники (27 октября 1983 года) — за цикл работ «Волновая динамика газожидкостных систем», опубликованных в 1952—1982 годах[9]
- Государственная премия РСФСР 1990 года в области науки и техники (3 апреля 1990 года) — за цикл экспериментальных и теоретических исследований нестационарного переноса в однофазных и двухфазных потоках[10]
- Премия Правительства Российской Федерации 2013 года в области науки и техники (20 февраля 2014 года) — за разработку и внедрение абсорбционных термотрансформаторов[11]
- Международная премия «Глобальная энергия» — за проект «Физико-технические основы теплоэнергетических технологий — гидродинамика, теплообмен, нестационарные и волновые процессы в многофазных средах» (2007)

Действительный член Инженерной академии Российской Федерации. Действительный член Международной энергетической академии. Член экспертного совета Конкурса русских инноваций, проводимого журналом «Эксперт». Член редколлегии 10 международных и отечественных журналов. Главный редактор «Journal of Engineering Thermophysics». Член СЖ России.